# Gundelsheim (Heilbronni járás)
Gundelsheim település Németországban, azon belül Baden-Württembergben. Lakosainak száma 7550 fő (2023. december 31.).

## Népesség
A település népessége az elmúlt években az alábbi módon változott:
| Lakosok száma | 6051 | 7258 | 7324 | 7254 | 7516 | 7586 | 7550 |
|               | 1975 | 2015 | 2017 | 2019 | 2021 | 2022 | 2023 |